# Asdrubale (terza guerra punica)
Asdrubale il Boetarca (fl. III-II secolo a.C.) è stato un condottiero cartaginese ('Ασδρούβας in greco, Hasdrubal in latino), comandante delle forze di Cartagine durante la terza guerra punica. Boetarca era un grado militare (comandante delle truppe ausiliarie) che Asdrubale ottenne nel 152 a.C. e col quale venne sempre designato.

## Biografia
Già capo del partito nazionalista, avverso sia a Roma che al regno numidico, fu inviato con un esercito in soccorso della città di Oroscopa assediata da Massinissa. Dopo lunga battaglia l'esercito cartaginese venne sconfitto, inoltre, al rientro in patria, le truppe vennero attaccate da Gulussa, figlio di Massinissa che ne distrusse gran parte. Siccome l'intervento armato costituiva una violazione del trattato del 201 a.C. il senato cartaginese cercò di soddisfare i Romani condannando a morte Asdrubale stesso. Questi però riuscì a salvarsi non rientrando in città ed organizzando attorno a sé una banda di malcontenti contrari al governo filo-romano di Cartagine.
Nel 148 a.C., all'inizio della terza guerra punica, venne richiamato e gli venne affidato il comando dell'esercito cartaginese per la difesa della città, gli venne affiancato un altro Asdrubale, nipote di Massinissa che verrà ucciso a breve.
Durante l'assedio di Cartagine, resistette tre anni, ottenendo inizialmente anche numerose vittorie, ma con l'arrivo di Scipione Emiliano le sorti cambiarono. Quando i cartaginesi, stremati dalla fame e dalle epidemie vedono preclusa ogni possibilità di successo, Asdrubale tenta un negoziato col console romano, ma le condizioni offerte non sono accettabili, perciò rinuncia.
Nel mese di aprile del 146 a.C. inizia lo sfondamento e i Romani entrano in città e in sei giorni e sei notti di guerriglia urbana la mettono a ferro e fuoco. L'ultima resistenza avviene nell'acropoli, posta sulla collina di Byrsa e per ultimo il tempio di Eshmun che costituisce il cuore più sacro di Cartagine, dove si sono asserragliati gli ultimi difensori insieme ai disertori italici. Scipione promette la vita salva a chi si arrende: tra questi si presenta anche Asdrubale.

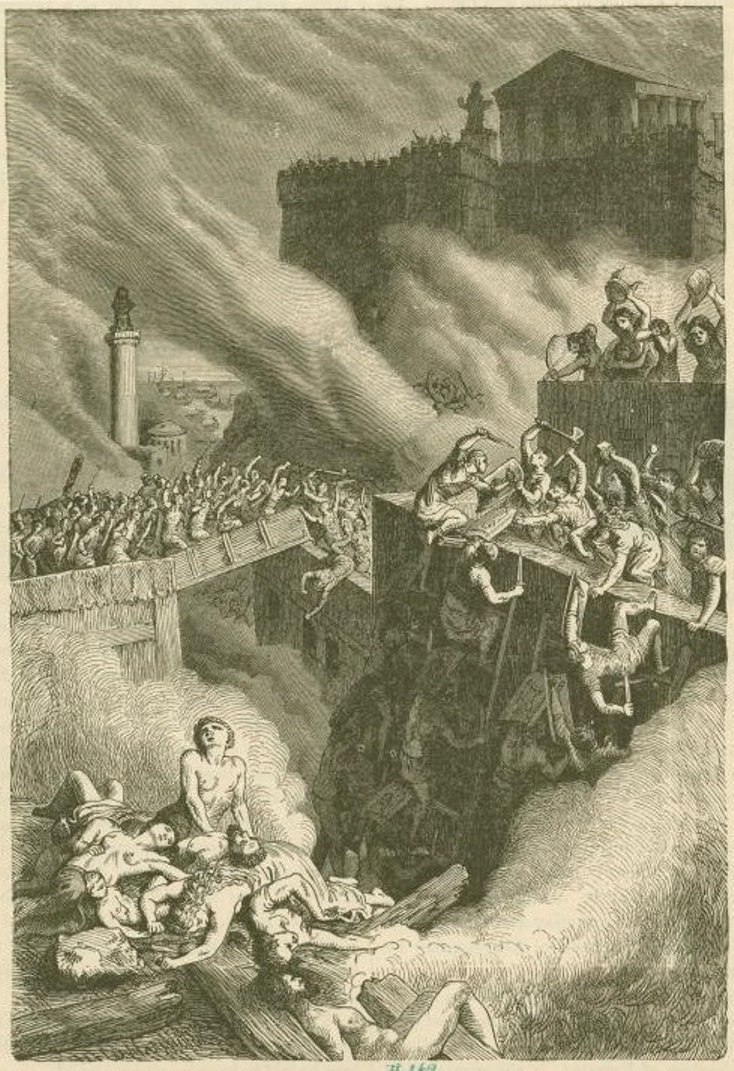
L'assalto finale a Cartagine (Stampa del XIX secolo).

Prima dell'epilogo finale, si odono le grida della moglie di Asdrubale che implora la vendetta degli dei su suo marito, traditore degli dei e della patria, di sua moglie e dei suoi figli. Infine, come la regina Didone, si butta nelle fiamme che gli irriducibili avevano attizzato al tempio, dopo aver sgozzato i piccoli figli. Ogni resistenza è cessata, la città è conquistata, la guerra è finita. Cartagine verrà distrutta e ricostruita solo da Gaio Giulio Cesare.
Asdrubale verrà portato in Italia dove concluderà la sua vita in libertà.